# Schaumburger Kreis
Der Schaumburger Kreis ist ein Zusammenschluss des liberal-konservativen Wirtschaftsflügels in der FDP.

## Geschichte
Der Name der Gruppe stammt von ihrem ersten Treffen, das 1969 im „Schaumburger Hof“ in Bonn stattfand. Die „Schaumburger“ waren 1992 daran beteiligt, Irmgard Adam-Schwaetzer als Außenministerin und Burkhard Hirsch als neuen Justizminister zu verhindern. Im Mai 1992 war Schwaetzer nach dem Rücktritt von Hans-Dietrich Genscher Kandidatin des FDP-Parteivorstandes für das Amt des Bundesaußenministers. Gegen diesen Vorschlag legte jedoch die Bundestagsfraktion der FDP ihr Veto ein, woraufhin der damalige Justizminister Klaus Kinkel an ihrer Stelle Außenminister wurde. Sabine Leutheusser-Schnarrenberger setzte sich mit Unterstützung des Schaumburger Kreises in der Auseinandersetzung um die Kinkel-Nachfolge im Justizministerium gegen Hirsch durch. Einer größeren Öffentlichkeit wurde der Schaumburger Kreis im Dezember 2010 bekannt, als ein Mitglied Interna aus Gesprächen des Schaumburger Kreises über eine etwaige Ablösung von Guido Westerwelle als Parteivorsitzender und Außenminister an die Presse weitergab.

## Personelles
Seit der zweiten Hälfte der 1980er Jahre leitete Detlef Kleinert den Kreis. Als er 1998 aus dem Bundestag ausschied, übernahm der spätere Fraktionsvorsitzende der FDP im Bundestag Rainer Brüderle seine Position. Weitere bekannte Mitglieder des Schaumburger Kreises sind der ehemalige Vizepräsident des Deutschen Bundestages Hermann Otto Solms, der ehemalige FDP-Generalsekretär Patrick Döring sowie die ehemaligen Bundestagsabgeordneten Martin Lindner, Stefan Ruppert und Heinrich Kolb. Mitglied war auch der ehemalige Bundesverkehrsminister Volker Wissing, der inzwischen aus der FDP ausgetreten ist.